# Fu Liang
Fu Liang (傅亮) (374 — 426), também chamado de ligang (季友), foi um alto oficial chinês, que, junto a seus colegas Xu Xianzhi e Xie Hui, depôs o Imperador Shao de Liu Song, após a morte do Imperador Wu de Liu Song, por acreditarem que o Imperador Shao não deveria exercer este cargo.